# Morgonstämning vid havet
Morgonstämning vid havet är en oljemålning från 1896 av Bruno Liljefors. Målningen tillhör Thielska galleriet i Stockholm. 
Morgonstämning vid havet visar hur en flock ejdrar glider ner i havet från en liten uthavsklippa. Liljefors bodde på Idö i Tjusts skärgård 1895–1896 och möjligen är motivet därifrån.
Målningen var den första som konstsamlaren Ernest Thiel köpte om man bortser från Anders Zorns porträtt av hans föräldrar. Den markerar en vändpunkt för såväl Thiel som Liljefors; det dröjde dock till år 1900 innan de möttes för första gången. Thiel blev den som stödde Liljefors under hans ekonomiskt svåra år och gav honom arbetsro och möjlighet att utveckla sitt måleri. Thiel köpte flera av Liljefors tavlor, däribland de monumentala Morgonbris (1901), Sträckande ejder (1901) och Ejdrar på skäret (1907) med samma motiv som Morgonstämning vid havet.